# SN 1999bw
SN 1999bw – niepotwierdzona supernowa typu IIn? odkryta 20 kwietnia 1999 roku w galaktyce NGC 3198. W momencie odkrycia miała maksymalną jasność 17,80m.